# TRT World
TRT World е турски държавен новинарски канал, излъчващ се на английски 24 часа в денонощието. Каналът се управлява от Турската Радио и Телевизионна Корпорация (TРT) със седалище в Истанбул. Той предоставя световни новини и актуални събития, насочени към Турция, Европа, Западна и Южна Азия.  В допълнение към централата си в Истанбул, TRT World има излъчващи центрове във Вашингтон, Лондон и Сингапур. Член е на Асоциацията за международно излъчване.

## Известни личности
- Гида Фахри
- Али Аслан
- Шиули Гош
- Президентът на Турция – Реджеп Таип Ердоган в вечерта на откриването на канала TRT World Аднан Наваз

## Програма
В допълнение към изброените по-долу, TRT World пуска различни еднократни документални филми. Текущите програми на канала са:
- Beyond the game

Ежедневно спортно шоу
- Money Talks

Ежедневна финансова програма, организирана от Azhar Sukri, включваща главния редактор на TRT World Крейг Коуптъс с задълбочени доклади и анализи,
- Roundtable

Домакин на Дейвид Фостър. Кръглата маса е дискусионна програма, където гостите обсъждат новините.
- Showcase

Ежедневно шоу за изкуства и култура. 
- The Newsmakers

Newsmakers, домакин на Али Аслан  е водещата програма на TRT World за актуални събития, включваща доклади и интервюта.
- Compass

Ежемесечен документален сериал, заснет в световен мащаб. Компасът е изследване на проблемите чрез изкуство, култура и творчество.
- Double-Check

Седмично предаване двойно проверява различни новини от седмицата. Турско-австралийският журналист Омер Каблан е водещ и писател на предаването.
- Inside America with Ghida Fakhry [4]

Ежеседмични задълбочени интервюта с американско мнение и политици, изследващи проблемите, формиращи американската политика, с Гида Фахри.
- Bigger Than Five [5]

Програма за актуални събития за глобални проблеми и международна властова политика, организирана от Гида Фахри.
- Decoded

- Straight Talk

Прямото говорене носи на публиката така необходимия контекст на истории, които променят света. Той включва задълбочени анализи на глобални събития, които предефинират нашата епоха. Това предаване е домакин на Ayse Suberker

## Награди и номинации
През 2018 г. TRT World беше номиниран в 5 категории на Drum Online Media Awards:
- Екип на годината за социалните мрежи [6]
- Технологичен лидер на годината [7]
- Актуални новини на годината [8]
- Приложение на годината [9]
- Техническа иновация на годината [10]